# Hastings Kamuzu Banda
Hastings Kamuzu Banda (14. května 1906 — 25. listopadu 1997) byl politik z Malawi, v letech 1966 až 1994 prezident republiky.

## Cesta k moci
Oficiálně slavil narozeniny 14. května 1906, ale podle historiků se narodil spíše někdy v letech 1896 až 1898. Pocházel pravděpodobně z okolí města Kasungu. Jméno kamuzu znamená kořínek, protože jeho matka ho porodila poté, co snědla kořínky na léčbu neplodnosti. V roce 1917 odešel pěšky do Jižní Afriky, kde pracoval jako horník a navštěvoval metodistickou školu. Učitelé si povšimli mladíkova nadání a poslali ho studovat do Ameriky. Absolvoval medicínu na University of Chicago a úspěšně vykonával lékařskou praxi v USA a později Velké Británii. V roce 1944 se stal členem Ňaského afrického kongresu, který usiloval o zrušení Federace Rhodesie a Ňaska, v níž držela všechnu moc bílá menšina.
V roce 1953 se Banda přestěhoval do Ghany, kde sledoval její cestu k nezávislosti. Roku 1958 se vrátil do vlasti a začal organizovat stávky a demonstrace, od března 1959 do dubna 1960 byl vězněn. Po propuštění byl zvolen předsedou Kongresové strany Malawi, která nahradila zakázaný Ňaský africký kongres. Měl mezi svými krajany velkou autoritu jako jediný z nich, který se dokázal prosadit mezi bílými. Snadno proto získal rozhodující vliv ve straně, která pohltila i konkurenční uskupení, jako byla Křesťanská demokratická strana. Stal se hlavním partnerem Britů ve vyjednávání o předání moci do rukou domorodých obyvatel. V roce 1964 se stal předsedou vlády samostatného Malawi (formální hlavou státu byla ještě Alžběta II.) a v roce 1966 byl zvolen prezidentem.

## Diktátor
Zprvu vystupoval Banda jako zastánce panafrikanismu a antikolonialismu, udržoval dobré vztahy s dalšími osvobozeneckými hnutími černé Afriky. To se změnilo v letech 1964 až 1965, kdy Banda zrušil smlouvu o ekonomické spolupráci s ČLR, kterou předtím jeho vláda schválila. Postavili se proti němu levicově orientovaní ministři a Masauko Chipembere vedl neúspěšný pokus o ozbrojené svržení Bandy. Vůdcům potlačeného povstání pak udělila azyl Zambie a Tanzanie, Banda proto zatrpkl vůči dosavadním spojencům a začal spolupracovat s Mosambikem, ovládaným Portugalci, a režimem bělošské menšiny v Rhodesii. Důvody byly i pragmatické: zatímco z chudých a nestabilních čerstvě nezávislých států neměl Banda žádný užitek, Mosambik a Rhodesie byli klíčoví obchodní partneři, přes Mosambik navíc vedla životně důležitá komunikace k moři. Banda se stále více orientoval na západní mocnosti, podporoval Tchaj-wan a Izrael a v roce 1967 Malawi jako jediný africký stát navázalo diplomatické styky s Jihoafrickou republikou, uplatňující politiku apartheidu. Ekonomice země to prospělo: obyvatelé chudého a přelidněného Malawi nacházeli práci v rhodesijském a jihoafrickém průmyslu, země navíc získávala peníze od jihoafrických turistů, kteří jinak po Africe cestovat nesměli.
Banda byl zpočátku velmi populární pro své charismatické a patriarchální vystupování, země byla pod jeho vedením bezpečná a bohatla, díky finanční pomoci ze Západu si mohla dovolit na africké poměry velkorysé investice do školství, zdravotnictví a infrastruktury. Postupně však prezident zahájil tvrdé represe proti skutečné i domnělé opozici, začal budovat kult osobnosti (dával se titulovat Nzwani — osvoboditel) a v roce 1971 byl vyhlášen jako doživotní prezident, který měl mimo jiné právo osobně odvolat kteréhokoli poslance a dosadit za něj náhradníka podle svého uvážení. Zavedl povinné členství všech dospělých občanů v Kongresové straně Malawi (stranická legitimace sloužila jako průkaz totožnosti). Svědkové Jehovovi, kterým jejich víra zakazuje vstupovat do politických organizací, byli vyvražděni nebo donuceni emigrovat. Prezident také upřednostňoval vlastní národ Čewa (příkladem je přesunutí hlavního města z Blantyre do Lilongwe, ležícího na území Čewů) a diskriminoval menšiny, jako etnikum Jao nebo vyznavače islámu. Při Kongresové straně vznikli Mladí pionýři, polovojenská organizace zfanatizované mládeže šikanující obyvatelstvo, která měla větší pravomoci než policie. Ve společnosti vládl strach, při neexistenci nezávislého soudnictví se mohl člověk za sebemenší prohřešek ocitnout v obávané věznici Mikuyu.
Ideologickým základem Bandova režimu byl antikomunismus, kult práce, sebezdokonalování a pořádek (to bylo mnohým doma i venku sympatické, vzhledem k chaosu, který ve většině afrických zemí po vyhlášení nezávislosti zavládl) a bigotní křesťanství. Banda, člen Skotské presbyteriánské církve, například zakázal nošení minisukní a osobně tvrdě cenzuroval erotické scény v knihách a filmech. Sám šel příkladem, potrpěl si na korektní vystupování, i v největším vedru nosil černý oblek s vestou, kravatou a kloboukem. K jeho asketickému obrazu patřilo i to, že byl oficiálně svobodný a bezdětný. Jeho partnerkou na veřejnosti byla Cecilia Kadzamirová (původně jeho zdravotní sestra z dob, kdy vykonával lékařskou praxi), nazývaná Mama.

## Pád
Hospodářský růst, na který byl Banda tak pyšný, skončil počátkem osmdesátých let. Příčiny byly jak vnější (pokles cen čaje, tabáku a podzemnice olejné, hlavních vývozních artiklů Malawi, stejně jako politický neklid v okolních zemích), tak vnitřní (korupce, nepotismus, likvidace schopných lidí). Prezident byl navíc starý a nemocný, prakticky za něj vládli Kadzamirová a její strýc John Tembo. Vězněni a zabíjeni už nebyli jen názoroví odpůrci, ale i funkcionáři vládní strany, kteří se něčím znelíbili (Albert Muwalo-Nqumayo, Dick Matenje, Bakili Muluzi). S blížícím se koncem studené války navíc západní politici přestali zavírat oči před porušováním lidských práv v zemi svého spojence. Režim kritizovali katoličtí biskupové, vznikala nezávislá média a opoziční hnutí. Banda byl donucen v roce 1993 vypsat referendum, které rozhodlo o přechodu na systém více stran a v roce 1994 se konaly prezidentské volby, v nichž získal jen 33,5 % hlasů a musel předat funkci Bakilimu Muluzimu. Nová vláda jej odsoudila k domácímu vězení za podíl na justičních vraždách, ale kvůli prudkému zhoršení zdravotního stavu mu nakonec umožnila léčení v Johannesburgu, kde zanedlouho zemřel.
Přes všechnu kritiku je v Malawi Hastings Kamuzu Banda uznáván jako zakladatel nezávislého státu. V roce 2006 bylo v Lilongwe zřízeno jeho mauzoleum.